# Хрушта (Невесиње)
Хрушта је насељено мјесто у општини Невесиње, Република Српска, БиХ. Према попису становништва из 1991. у насељу је живјело 259 становника.

## Становништво
На Попису 1991. године овдје су живјеле породице: Абаза, Ћатић, Ћорић, Ескиџија, Гламоч, Кајан, Колечић, Мерзић, Мураспахић и Шендро.
| Демографија | Демографија | Демографија |
| Година      | Становника  | Становника  |
| ----------- | ----------- | ----------- |
| 1961.       | 357         |             |
| 1971.       | 364         |             |
| 1981.       | 332         |             |
| 1991.       | 259         |             |